# Werda
Werda – miejscowość i gmina w Niemczech, w kraju związkowym Saksonia, w okręgu administracyjnym Chemnitz, w powiecie Vogtland, wchodzi w skład związku gmin Jägerswald.

## Współpraca
Miejscowość partnerska:
- Weißdorf, Bawaria